# Herreninsel (Lübeck)
Die Herreninsel (Lübeck) ist eine Halbinsel in Lübeck an der Untertrave. Mitten unter der Herreninsel verläuft seit 2005 der Herrentunnel der Bundesstraße 75. Die Halbinsel ist von Lübeck aus nach Passieren der Mautstation erreichbar.

## Geschichte

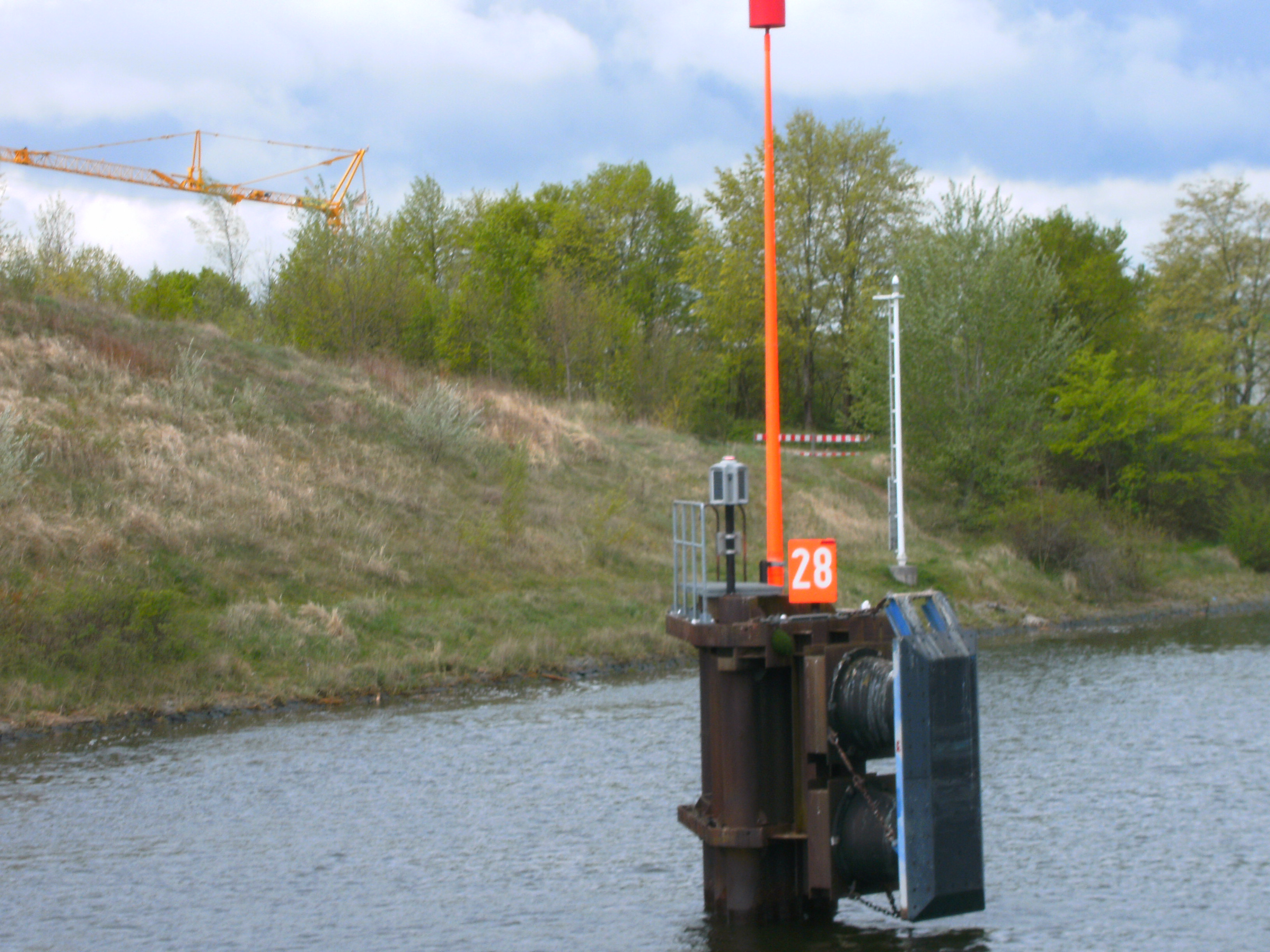
Lübeck: Trave an der Herreninsel mit Seezeichen 30 zur Kennzeichnung der Herrenenge

Die Herreninsel ist das Ergebnis von Flussregulierungsmassnahmen der Trave im 19. und 20. Jahrhundert. Ein erster Durchstich bei der Herrenfähre erfolgte 1851. Im Jahr 1901 wurde die damals noch mehr mäandrierende Trave zur Erleichterung der Schifffahrt zum Lübecker Hafen ausgebaut und in ihrem Verlauf begradigt. In diesem Zuge wurde im Bereich der Herreninsel ein neuer Durchstich angelegt, der bisherige Lauf wurde zum Altarm.
Bei der Insel befand sich während und nach dem Zweiten Weltkrieg das Lager Am Stau. Vor dem Tunnelbau verlief die B 75 über die Insel und überquerte dann die Trave über die Herrenbrücke (Herrenwyk). Die Herrenbrücke wurde abgerissen. Überreste der früheren Brückenpfeiler sind durch Seezeichen markiert und bilden für die Schifffahrt die Herreninselenge.

## Gegebenheiten
Die Herreninsel liegt im Mittel auf einer Höhe von drei bis vier Meter über Normalnull. Für Wohnzwecke muss eine Erdgeschosshöhe von 3,87 Meter über Normalnull vorliegen.

## Nutzung der Herreninsel
Die Herreninsel ist eine Sonderbaufläche für Sportboothäfen.

### Einfamilienhäuser

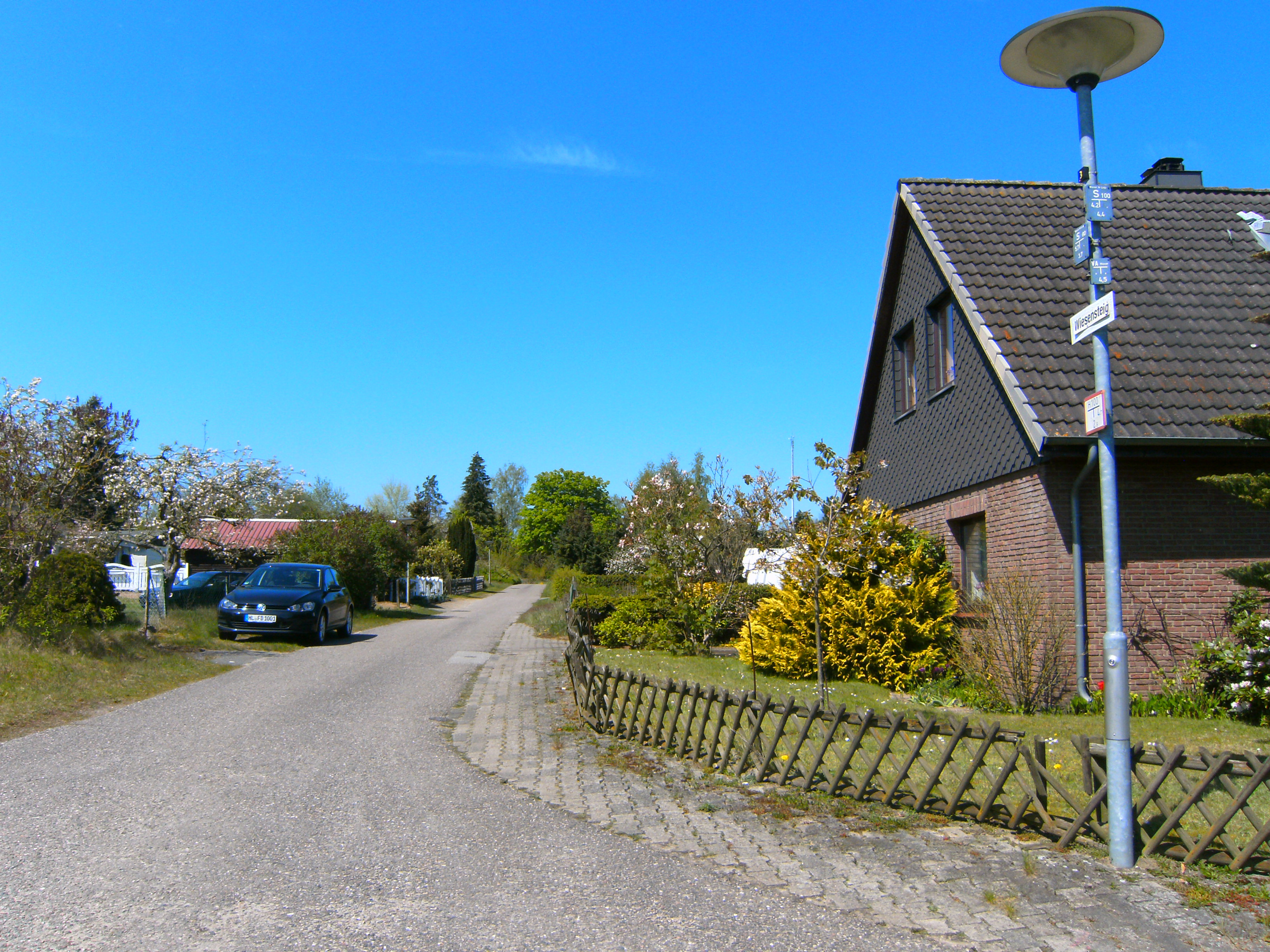
Lübeck: Herreninsel, Straße Wiesensteig

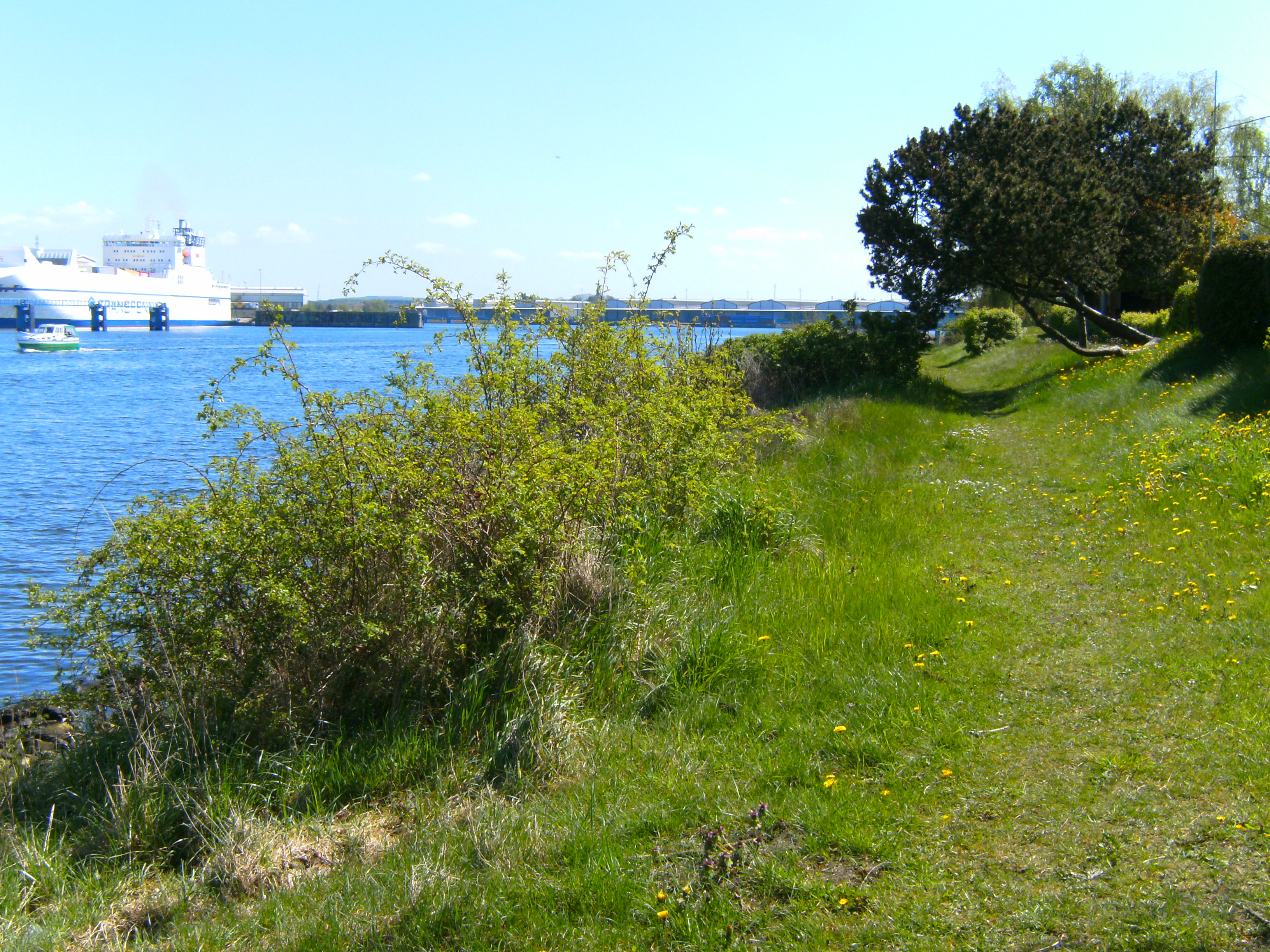
Lübeck-Kücknitz, Herrenwyk: Uferbereich der Herreninsel (Lübeck) zur Trave hin

Die Herreninsel wird seit 1934 zu Wohnzwecken genutzt. Wegen der Nähe zum Hafenbetrieb am gegenüberliegenden Traveufer im Tag- und Nachtbetrieb und der Ostseesturmwasser wird die künftige Nutzung als Wohngebiet an Bedingungen wie Schallschutz und Hochwasserschutz geknüpft. Eine öffentliche Entwässerung wird in der Straße Am Kattegat gebaut (Stand 2017).

### Hafenplan und Liegeplätze

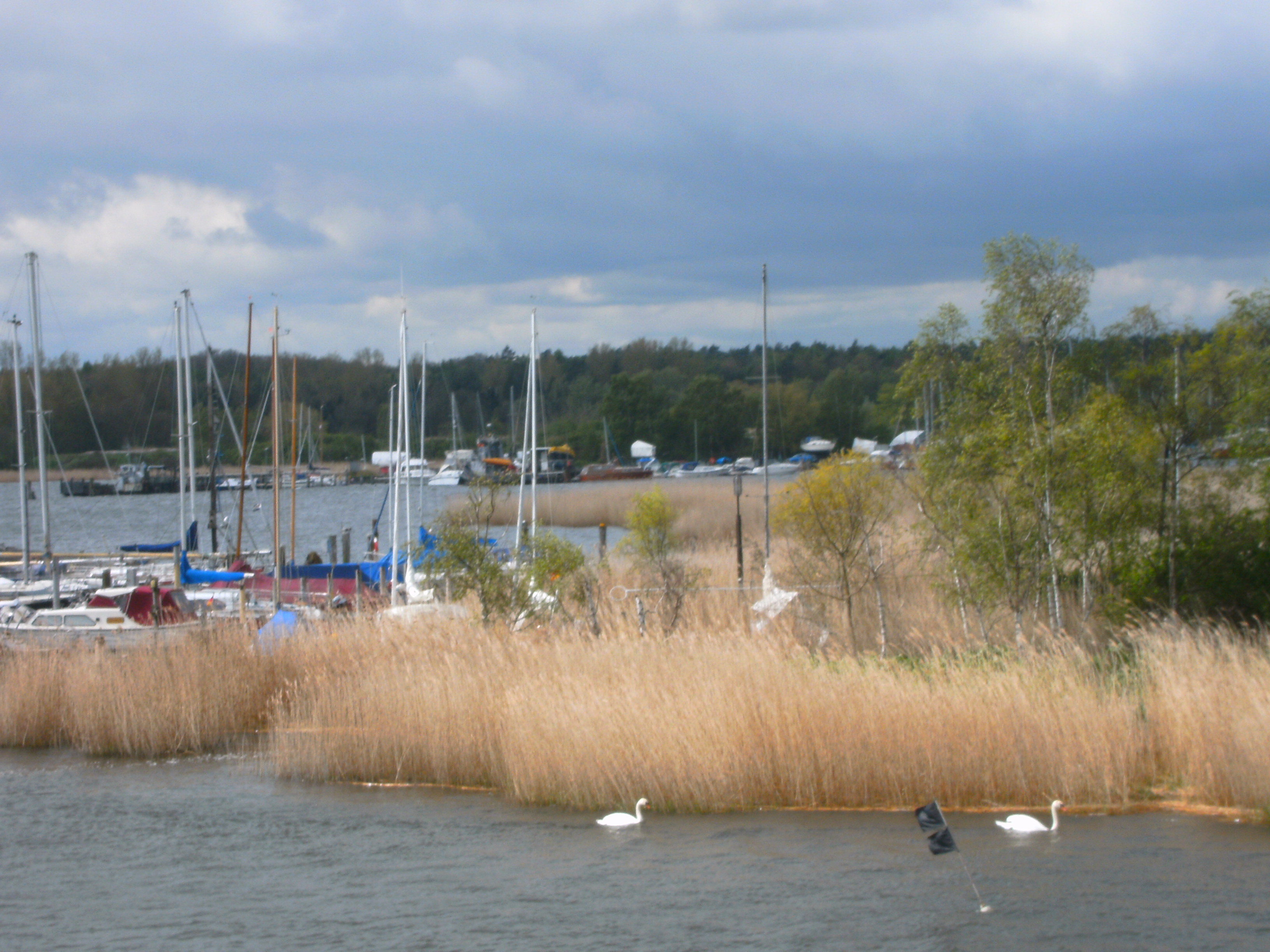
Lübeck: Herreninsel, Schilfgürtel und Bootshafen Quandt an der Trave

Am Ufer der Herreninsel befinden sich die Boots-Liegeplätze Marina am Stau, Segler-Verein Trave (SVT), Segelverein Siems, Bootshafen Quandt und Segelverein Kattegat.

## Filme
- https://www.youtube.com/watch?v=XVgwwjSQLKs  Ein Dorf soll abgeräumt werden.
- Jasmin Heise und andere: Inselleben – Die Herreninsel wird 75 – Teil 1 bei YouTube

Inselleben - Die Herreninsel wird 75 - Teil 2 https://www.youtube.com/watch?v=C_PiGqaXIQg